# Ante Marinović (kipar)
Ante Marinović (Vela Luka, 1947.), hrvatski kipar i slikar. Živi i stvara na relaciji Vela Luka – San Diego, SAD.

## Životopis
Rodio se u Veloj Luci. U Splitu je pohađao Školu za primijenjenu umjetnost u Splitu. Školovati se nastavio u Beogradu, gdje je diplomirao likovnu umjetnost na ALU. Zvanje maestro de la pietra stekao je na sveučilištu Asmave u Veroni. Primarno je kipar. Likovno se izrazio i crtežima, za koje je dobio nagrade. Izlagao je 29 puta samostalno i više od dvjesta puta skupno. Djela su mu izložena diljem svijeta. Radovi su mu u zbirkama mnogih inozemnih muzeja. Član je odbora direktora Međunarodne udruge kipara monumentalnih skulptura (AIESM).

## Priznanja
Za svoje skulpture u prostoru u SAD, Luksemburgu, Italiji, Meksiku, Japanu, Kanadi, Švicarskoj, Srbiji, Sloveniji, Tajlandu, Hrvatskoj. Dvadeset je nagrada primio u zemlji i inozemstvu za svoje skulpture i crteže.